# Zigmas Lydeka
Zigmas Lydeka (* 23. August 1954 in Žyniai, Rajongemeinde Vilkaviškis) ist ein litauischer Ökonom.

## Leben
1977 absolvierte  Lydeka das Diplomstudium an der Fakultät für Ingenieurwirtschaft am Kauno politechnikos institutas und von 1980 bis 1983 die Aspirantur an der Universität Sankt Petersburg, wo er 1983 promovierte zum Thema „Darbo išteklių paskirstymo socialinės ekonominės problemos ir jo tobulinimas (regioninis aspektas)“. 1999 habilitierte  Lydeka an der Vilniaus universitetas zum Thema „Ekonominių sistemų gyvavimo procesų teorinis modeliavimas“.
Von 1977 bis 1980 und von 1983 bis 1990 lehrte er an der Kauno technologijos universitetas. Ab 1990 war er Dozent der Vytauto Didžiojo universitetas. Seit 2000 lehrt er als Professor. Von 2002 bis 2006 war er Professor und Prorektor der ISM Universität. 
Von 2006 bis 2015 war  Lydeka Rektor der VDU.

## Bibliografie
- Taikomoji ekonomika, vadovėlis, su Z. Klebanskaja, 1997 m.
- Rinkos ekonomikos tapsmas: teoriniai svarstymai, monografija, 2001 m.
- Ekonominių teorijų istorija, vadovėlis, 2001 m.
- Firmos ekonomikos pagrindai, vadovėlis, su B. Drilingu, 2001 m.
- Ekonomikos, vadybos ir verslo pagrindai, vadovėlis, 2005 m.
- Mikroekonomika, vadovėlis, 2006 m.